# Fürstenberg (Oder)

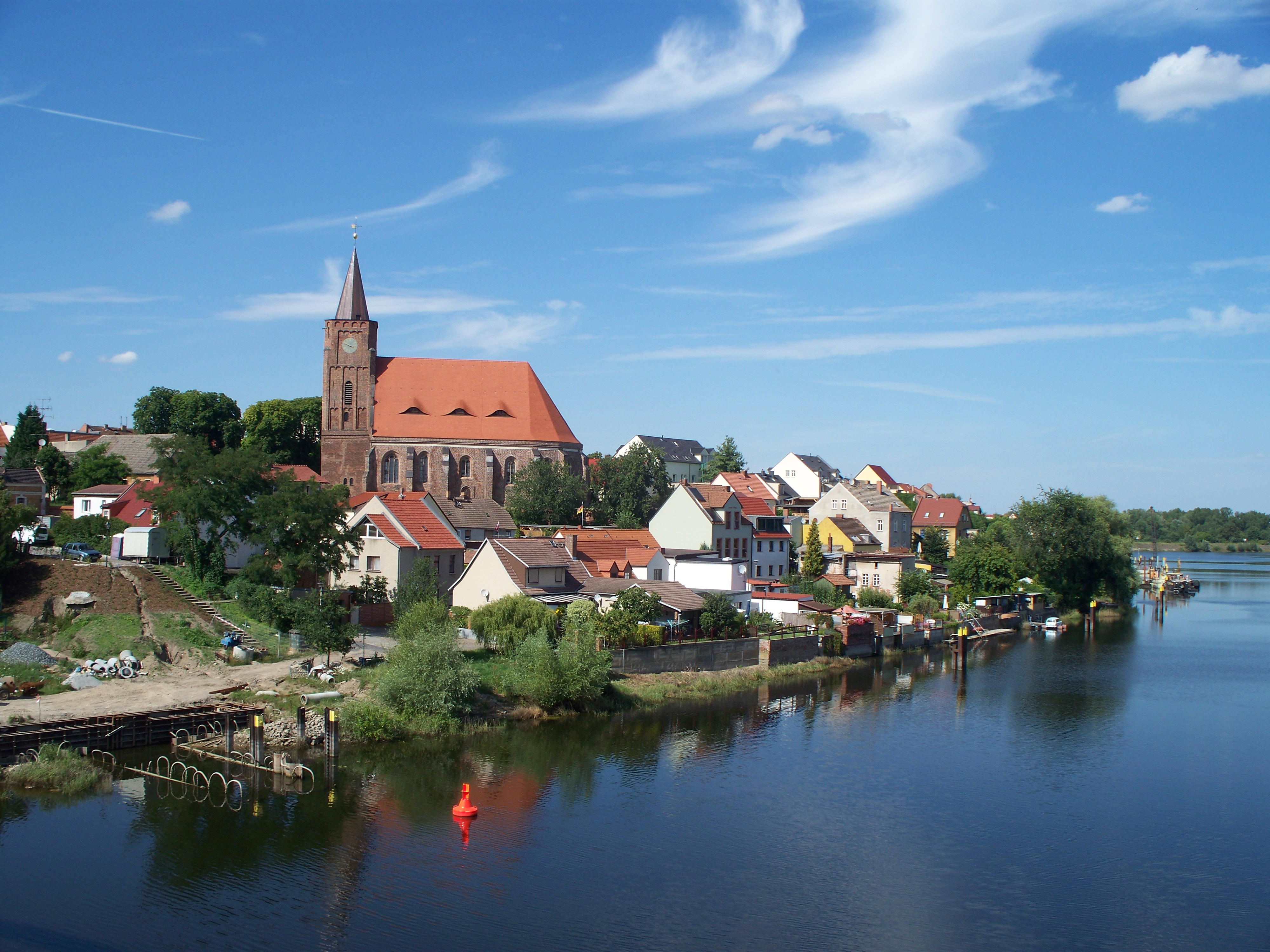
Panorama von Fürstenberg, seit 1961 Ortsteil von Eisenhüttenstadt, im Jahr 2009

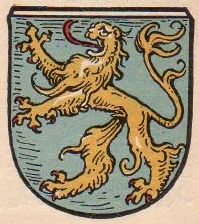
Stadtwappen

Fürstenberg (niedersorbisch Pśibrjog, poln. Przybrzeg) ist ein Stadtteil von Eisenhüttenstadt in Brandenburg. Die im 13. Jahrhundert gegründete Ortschaft war bis 1961 eine eigenständige Kleinstadt und wurde am 13. November 1961 in die 1953 neu gegründete Stadt Stalinstadt eingemeindet. Fürstenberg zählte für Jahrhunderte zum feudalen Besitz des Klosters Neuzelle. Die vereinigte Stadt erhielt den Namen Eisenhüttenstadt. Am 31. Dezember 2016 hatte Fürstenberg 4862 Einwohner.
Fürstenberg konnte seinen historischen Altstadtkern mit vielen Baudenkmalen weitgehend bewahren und stellt damit eine Besonderheit unter den Städten an der Oder dar.

## Geographische Lage
Fürstenberg liegt im Norden der Niederlausitz am Westufer der Oder an der Einmündung des Oder-Spree-Kanals, etwa 25 Kilometer südlich von Frankfurt (Oder).

## Geschichte
Fürstenberg wurde im Zuge der Ostkolonisation um 1250 durch den Wettiner Markgrafen Heinrich der Erlauchte gegründet. Jahrhundertelang befand sich das Landstädtchen im Besitz und unter der Herrschaft des Zisterzienserstifts Neuzelle, das die Stadt erstmals 1316 zusammen mit Schönfließ, Diehlo und Schiedlow erwarb. Am 18. Dezember 1286 wurde es zum ersten Mal urkundlich als Zollstelle und im Jahr 1293 als civitas Vurstenberg erwähnt. Im frühen 15. Jahrhundert wurde die heutige Nikolaikirche errichtet, sowie das erste Mal das Rathaus erwähnt. 1370 erwirbt Karl IV. sowohl Fürstenberg als auch Diehlo vom Kloster Neuzelle. 1571 kommt es zu einem Großbrand in Fürstenberg, der unter anderem das Rathaus mit allen Urkunden vernichtet. Um 1600 wird die erste Schule erwähnt. Der Dreißigjährige Krieg ließ Fürstenberg nicht unbeschadet. So waren von 250 Häusern nach dem Ende des Krieges nur noch 30 bewohnt. 1786 war noch die Landwirtschaft das Hauptgewerbe der Fürstenberger. Weitere Nebengeschäfte waren vor allem das Handwerk und die Bierbrauerei. Nach der Verstaatlichung des Klosters Neuzelle im Jahr 1817 wurde Fürstenberg eigenständig.

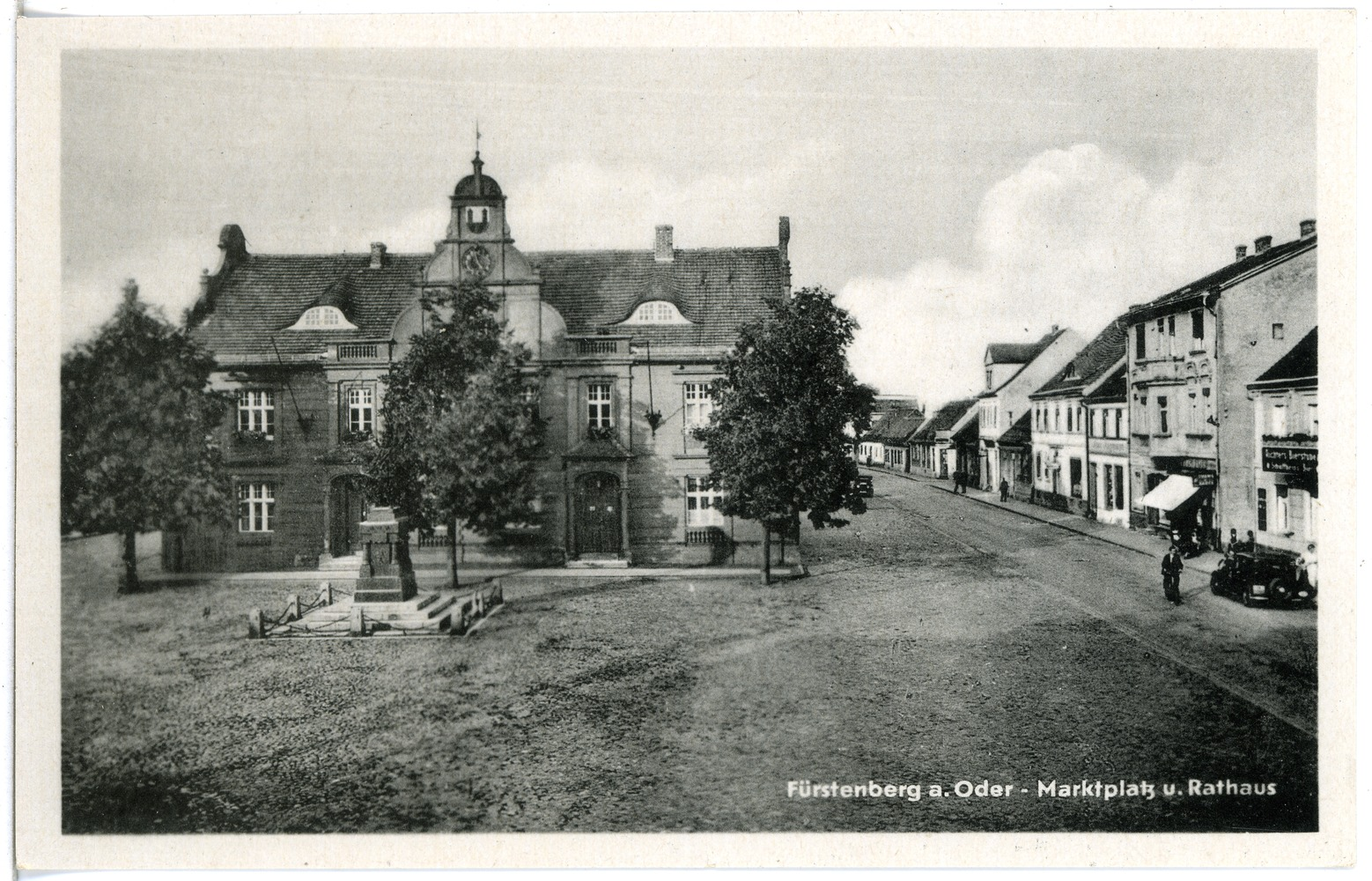
Marktplatz und Rathaus, 1952

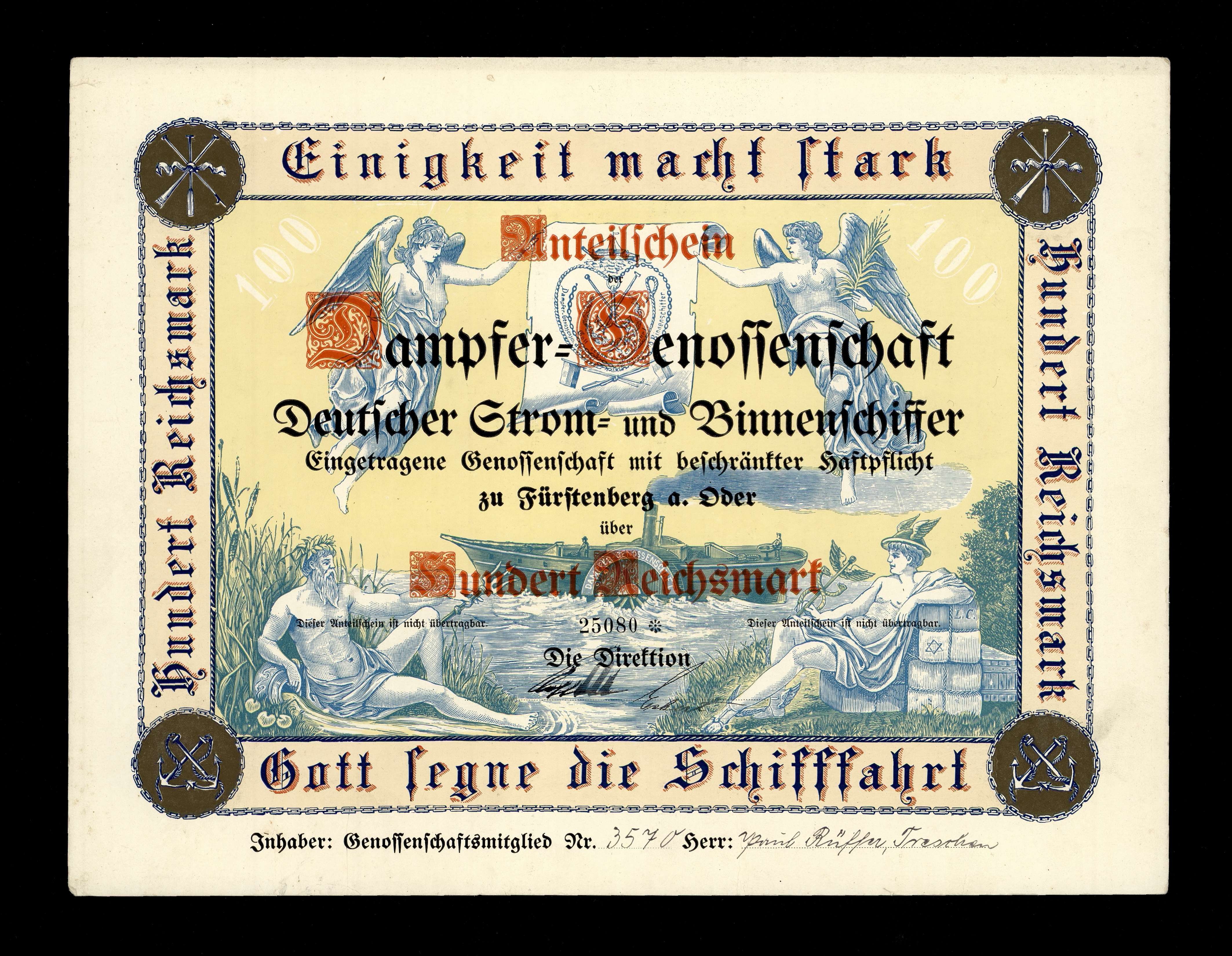
Anteilschein der Dampfer-Genossenschaft Deutscher Strom- und Binnenschiffer eGmbH aus Fürstenberg

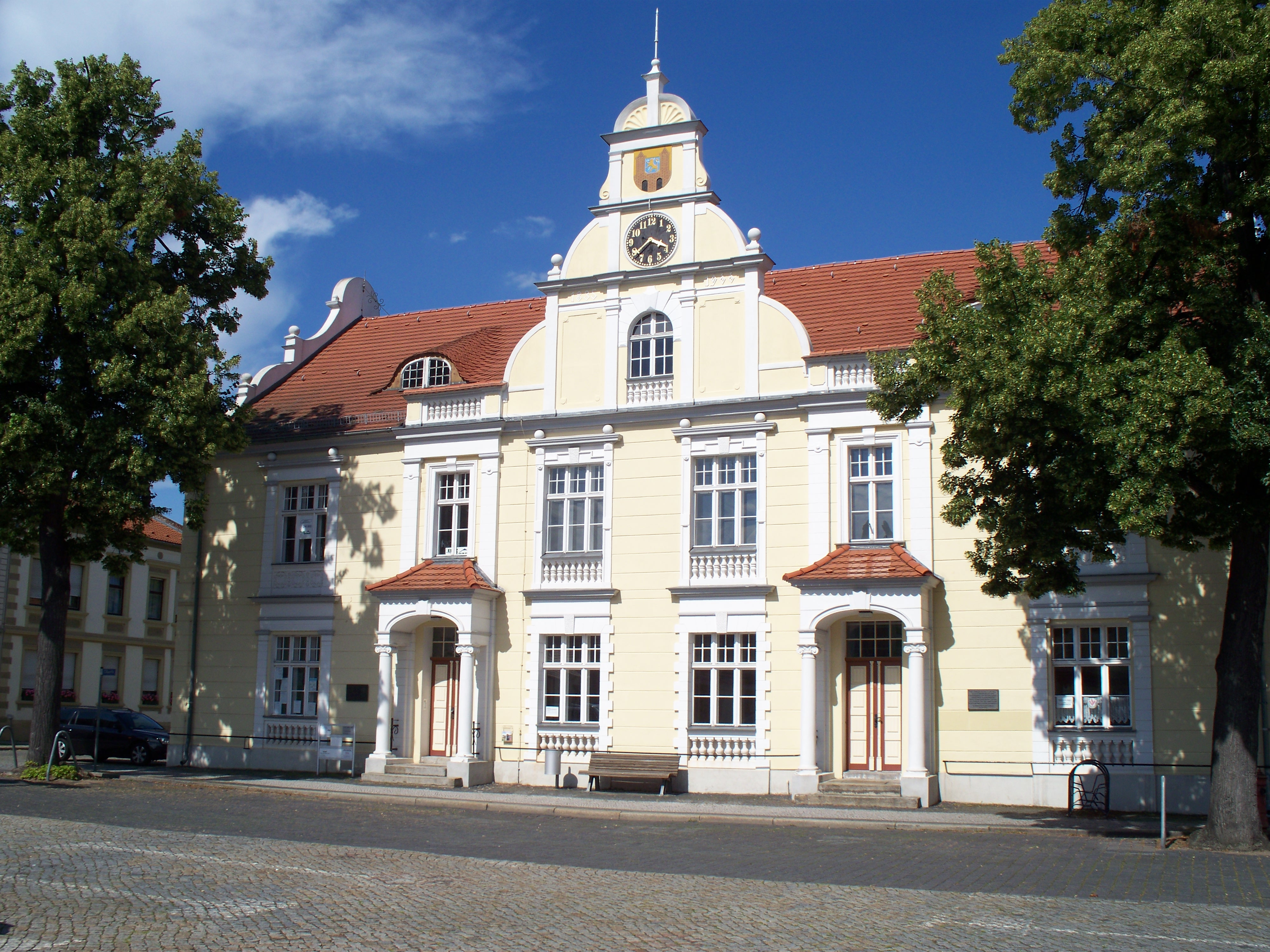
Das ehemalige Rathaus in Fürstenberg

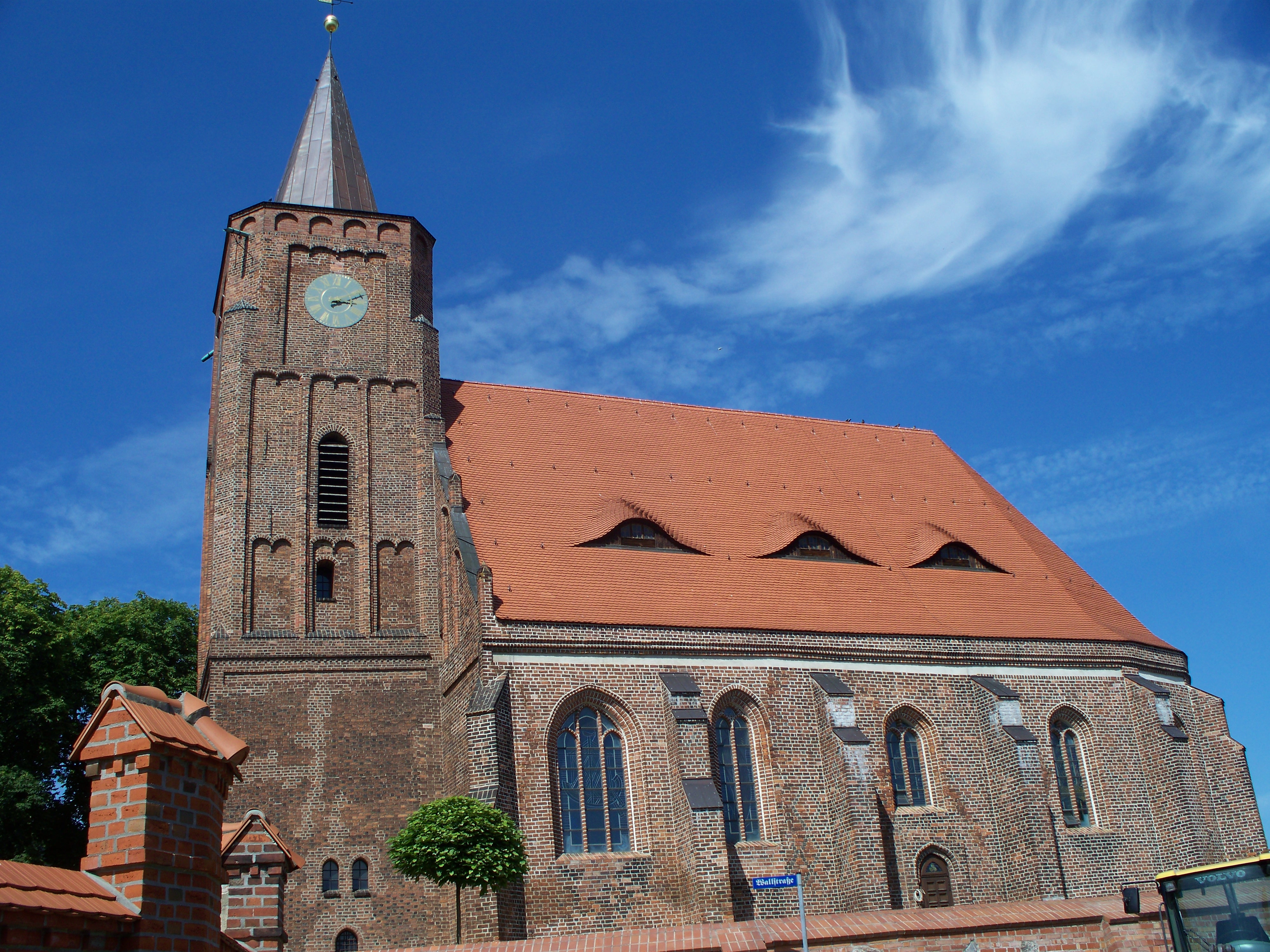
Die im 14. Jahrhundert erbaute Nikolaikirche

Die industrielle Entwicklung begann, als 1846 Fürstenberg durch den Bau der Niederschlesisch-Märkischen Eisenbahn einen Bahnhof erhielt. 1864 gründete der Fürstenberger Kaufmann Th. F. Berndt und der Bergwerksexperte F. Neumann die erste Glashütte im Ort, für die Glasarbeiter aus Böhmen angeworben wurden. Nach dem Ende des Zweiten Weltkriegs wurde das Unternehmen in Volkseigentum überführt. Es produzierte bis 1952, zuletzt als VEB Glaswerk Fürstenberg/O., Beleuchtungs- und Wirtschaftsglas.
1873 gründete die Berliner Maklervereinsbank die Niederlausitzer Glashütte, die aber bereits 1876 liquidiert wurde.
Am Anfang des 20. Jahrhunderts hatte Fürstenberg eine evangelische Kirche aus dem 14. Jahrhundert, eine katholische Kapelle und war Sitz eines Amtsgerichts. 1919 wurde die Oderbrücke eröffnet.
Zum Ende des 19. Jahrhunderts wurde die Herz-Jesu-Kirche errichtet und diente ab dann als katholische Pfarrkirche für Fürstenberg. 
Im Jahr 1880 wurde eine Anilinfabrik an der Buchwaldstraße errichtet, die bis 1915 bestand. Im Jahr 1891 wurde der Oder-Spree-Kanal eröffnet. Der Höhenunterschied zur Oder wurde mit einer dreistufigen Schleusentreppe überwunden. Um größere Kähne schleusen zu können, wurde die Schleusentreppe im Jahr 1925 durch eine Zwillingsschachtschleuse ersetzt.
Die Schifffahrt war im Weiteren für die Stadtentwicklung bestimmend. Es gab eine Reihe von Häfen und Geschäften und Gasthäuser, um die Schiffer zu versorgen. Von Fürstenberg aus wurden die von Schlesien antriebslos auf der Oder treibenden, vor allem mit Steinkohle beladenen Zillen von einem Schleppdampfer übernommen und über den Kanal nach Berlin geschleppt.
Im April 1936 ist die Reichssegelflugbauschule 2 in eine ehemalige Korbwarenfabrik umgezogen und hat in der Umgebung einige Segelflugplätze betrieben. Der Flugbetrieb wurde aber bereits wieder 1940 wegen der Ansiedlung von DEGUSSA eingestellt. Nach dem Krieg beherbergten die Gebäude die Erweiterte Oberschule Clara Zetkin, in der unter anderem Tamara Bunke und Rudolf Bahro lernten.
Um 1939 wurde mit der Errichtung einiger Rüstungsbetriebe, unter anderem einer kriegsbedingt aus Berlin ausgelagerten Waffenfabrik des Rheinmetall-Borsig-Konzerns, ein Zweigwerk von Focke-Wulf und einer Degussa-Chemiefabrik begonnen. Nördlich der Stadt entstand ein Großkraftwerk. Die nötigen Arbeitskräfte kamen aus dem Kriegsgefangenenlager Stalag III B. Zwischen 1940 und 1943 wurde am Oder-Spree-Kanal ein neuer Binnenhafen als „Umschlaghafen des Generalbauinspektors“ errichtet, der heutige Hafen Eisenhüttenstadt. Am Hafen wurden großformatige Granitblöcke für die geplante Welthauptstadt Germania eingelagert, die nach dem Krieg für das zentrale sowjetische Ehrenmal in Berlin und den Aufbau von Stalinstadt verwendet wurden. Nach Ende des Zweiten Weltkrieges wurden die Industrieanlagen im Rahmen von Reparationsleistungen demontiert.

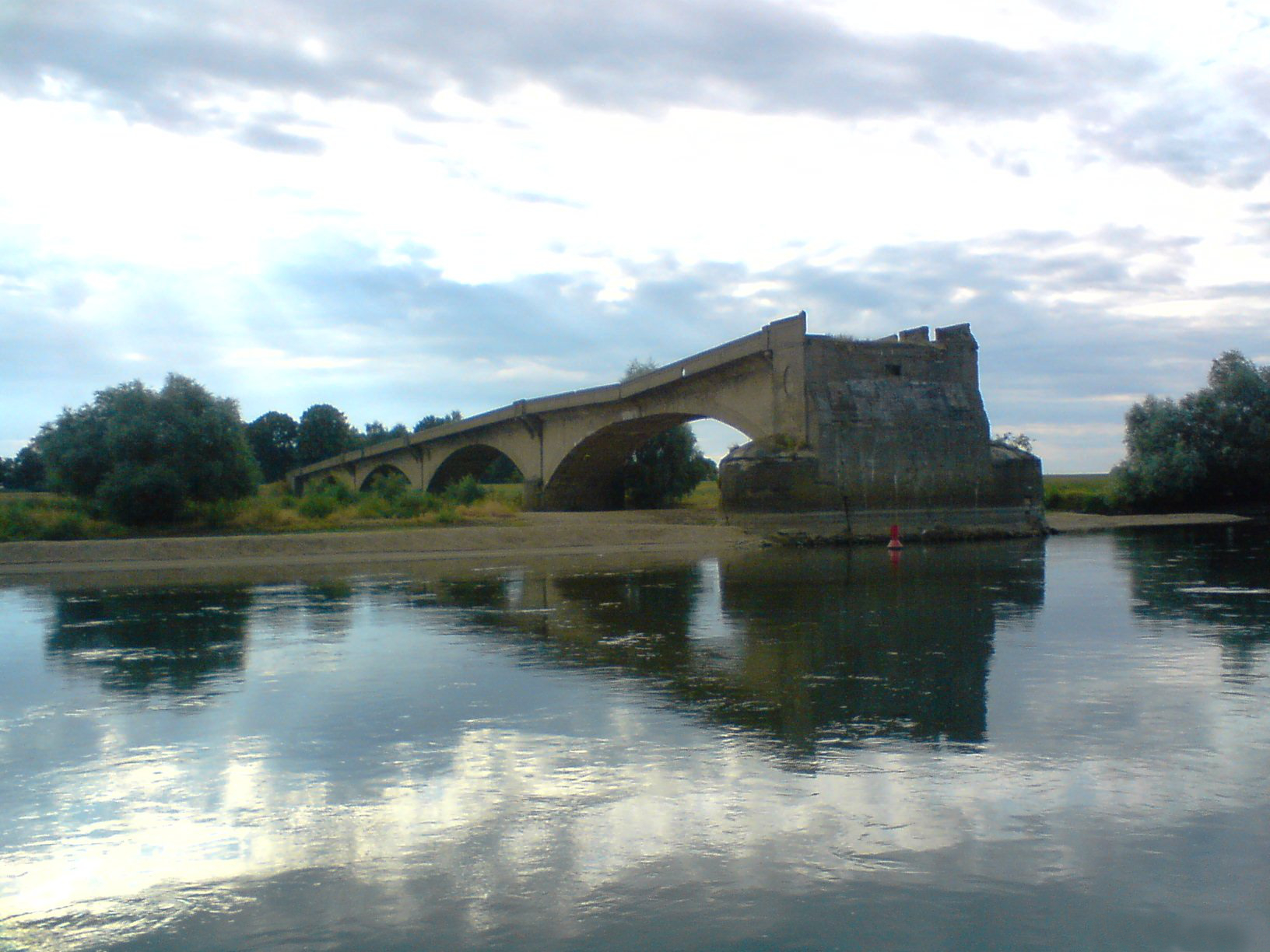
Gesprengte Oderbrücke, Rest auf polnischer Seite

Gegen Ende des Zweiten Weltkriegs erreichte am Nachmittag des 4. Februar 1945 die sowjetische 33. Armee die Oderbrücke nach Kloppitz südlich des Ortes. Die Oderbrücke wurde vermutlich am 4. Februar 1945 um ca. 10:30 Uhr durch die Wehrmacht gesprengt, was aber die anschließende Eroberung der Stadt durch die Rote Armee nicht verhindern konnte. Der bei der Sprengung umgekommene Baupionier Justus Jürgensen wurde posthum mit dem Ritterkreuz ausgezeichnet und namentlich in der Wochenschau am 5. März 1945 genannt. Es gibt aber auch Zeitzeugen (Günter Soslarek), die sich dran erinnern können, dass die Brücke bereits am 3. Februar gesprengt worden sei.
Nach Kriegsende wurde die Region östlich der Oder, die hier einen Teil der Oder-Neiße-Linie bildete, von der Sowjetunion 1945 gemäß dem Potsdamer Abkommen unter polnische Verwaltung gestellt, wodurch Fürstenberg geographisch zerteilt und zur Grenzstadt wurde. Die östlichen Teile des Stadtgebietes (im Wesentlichen der Ort Kloppitz, heute Kłopot) wurde unter polnische Verwaltung gestellt. Es wurde daraus eine kurzlebige Stadt namens Przybrzeg gebildet. Die Oderbrücke wurde bis heute nicht wiederaufgebaut; am Ostufer sind noch Reste erhalten. Aufgrund der nur geringfügigen Schäden in der historischen Innenstadt besitzt Fürstenberg den am besten erhaltenen Altstadtkern am westlichen, nach 1945 bei Deutschland verbliebenen Oderufer.
1950 wechselte Fürstenberg vom aufgelösten Landkreis Guben in den neuen Landkreis Frankfurt (Oder). Zwei Jahre später wurde durch die Kreisreformen in der DDR aus Teilen des Landkreises Frankfurt der Kreis Fürstenberg gebildet. Ihre Selbständigkeit verlor die Stadt durch den Zusammenschluss mit Stalinstadt zu Eisenhüttenstadt im Jahre 1961. Dabei wurde die Stadt dem neuen Stadtkreis Eisenhüttenstadt zugeschlagen. Der Kreis Fürstenberg wurde daraufhin in Kreis Eisenhüttenstadt-Land umbenannt und existierte bis 1993. Sein Verwaltungssitz blieb bis dahin in Eisenhüttenstadt.
Im Jahr 1991 gründete sich die Fürstenberger Bürgervereinigung „Fürstenberg e. V.“, von denen Mitglieder seitdem in der Stadtverordnetenversammlung von Eisenhüttenstadt und teilweise im Kreistag Oder-Spree sitzen. Das Oderhochwasser 1997 setzte Teile des Bollwerks, des Kietzes und der Oderberge unter Wasser. 2010 kam es zu einem erneuten Hochstand der Oder.
In der Königstraße 61 wurden durch den Künstler Gunter Demnig im Juli 2005 Stolpersteine für Emma und Siegfried Fellert verlegt. Im selben Jahr fand die 750-Jahr-Feier von Fürstenberg statt. 
Im Jahr 2024 kam es zu einem erneuten Hochwasser an der Oder, wobei Teile des Kietzes unter Wasser standen.

### Demographie
| Jahr | Einwohnerzahl | Anmerkungen                                                         |
| ---- | ------------- | ------------------------------------------------------------------- |
| 1800 | 1370          | in 252 Wohngebäuden                                                 |
| 1840 | 1873          | in 299 Wohngebäuden                                                 |
| 1850 | 2080          | in 298 Wohngebäuden                                                 |
| 1864 | 2693          | in 330 Wohngebäuden                                                 |
| 1867 | 2724          | am 3. Dezember                                                      |
| 1871 | 2753          | am 1. Dezember, darunter 2651 Evangelische, 66 Katholiken, 36 Juden |
| 1875 | 3029          | [ 19 ]                                                              |
| 1880 | 3213          | [ 19 ]                                                              |
| 1890 | 4021          | davon 429 Katholiken und 43 Juden                                   |
| 1900 | 5735          | meist Evangelische                                                  |
| 1910 | 6384          | am 1. Dezember                                                      |
| 1925 | 7317          | [ 19 ]                                                              |
| 1933 | 7054          | [ 19 ]                                                              |
| 1939 | 6820          | [ 19 ]                                                              |
| 1950 | ?             |                                                                     |
| 1960 | 6749          | 2198 männliche und 4551 weibliche                                   |

### Eingemeindungen
Im Jahr 1944 und ein zweites Mal 1950 wurde das Dorf Schönfließ nach Fürstenberg eingemeindet.

## Sehenswürdigkeiten und Baudenkmale
Siehe: Liste der Baudenkmale in Fürstenberg (Oder)
Besonders bemerkenswert ist das historische Stadtzentrum Fürstenbergs mit der gotischen Nikolaikirche und dem Rathaus, welches im Stil der Neorenaissance errichtet wurde.